# Cerkiew św. Mikołaja w Lubaczowie
Cerkiew św. Mikołaja w Lubaczowie – świątynia greckokatolicka wybudowana w 1883 roku w stylu eklektycznym. Jest to cerkiew murowana na planie krzyża łacińskiego posiadająca kopułę na przecięciu naw. Obecny ikonostas pochodzi z byłej cerkwi Narodzenia Najświętszej Maryi Panny w Niemstowie. 

## Historia
Obecnie w greckokatolickiej katedrze w Przemyślu znajduje się XVIII-wieczny ikonostas należący do zachodnioukraińskiego malarstwa cerkiewnego, który powstał w latach 80. XVII w. dla cerkwi klasztornej w Szczepłotach koło Krakowca. Po kasacie monasteru w 1788 trafił on do drewnianej cerkwi pw. Św. Mikołaja w Lubaczowie, później już do obecnej murowanej świątyni. Zatem w 1979 przeniesiony został do lubaczowskiego Muzeum.

## Galeria

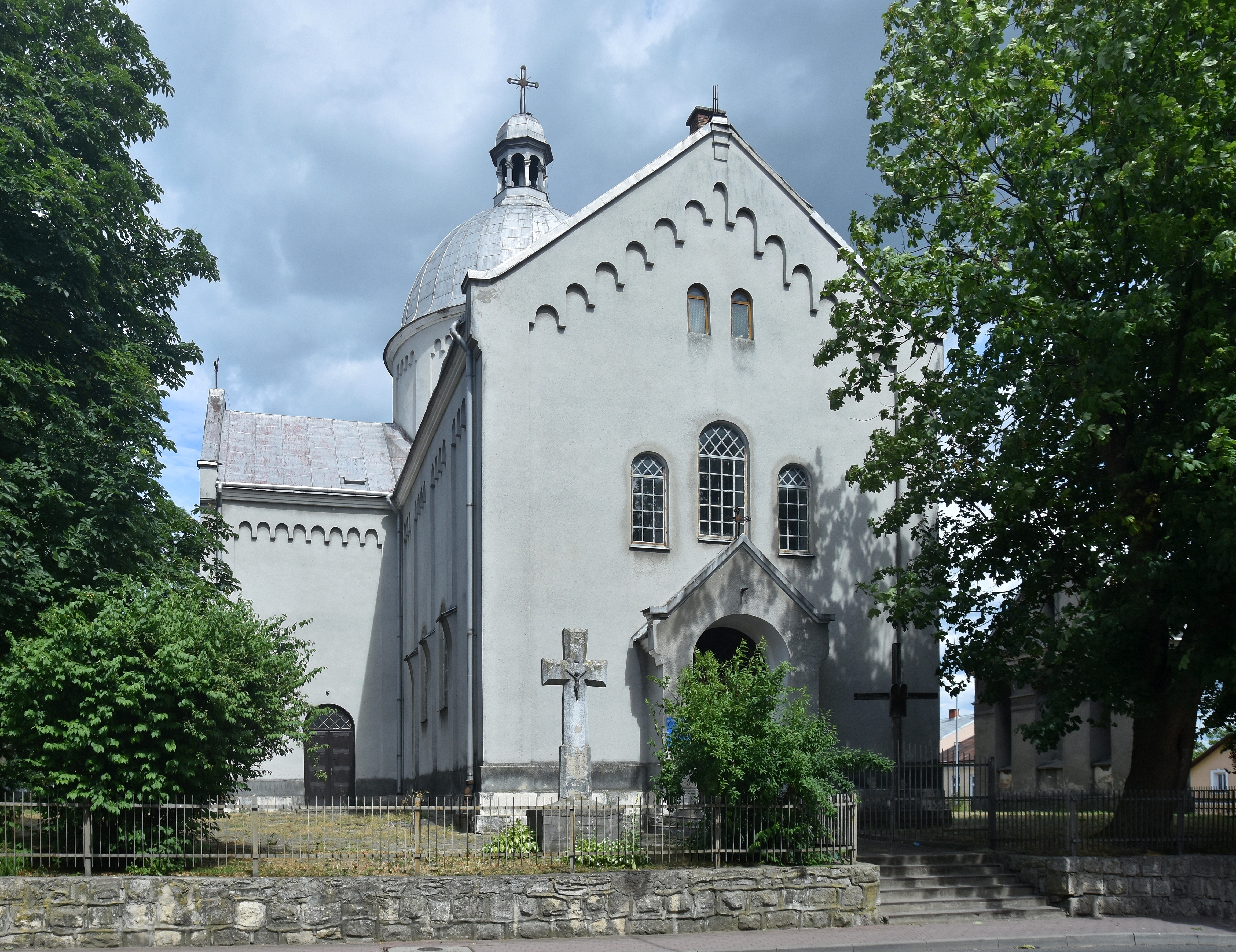
Elewacja frontowa
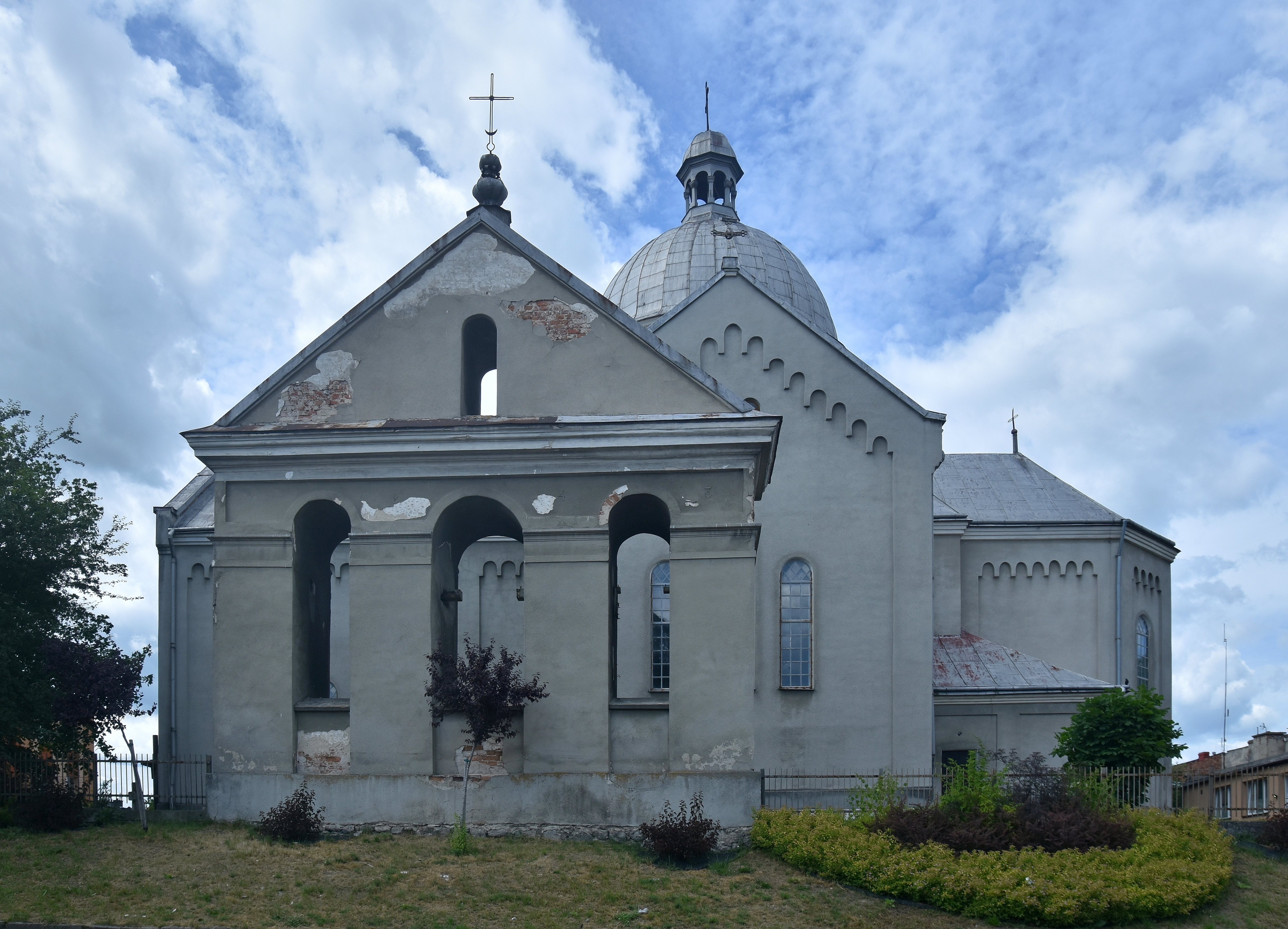
Dzwonnica
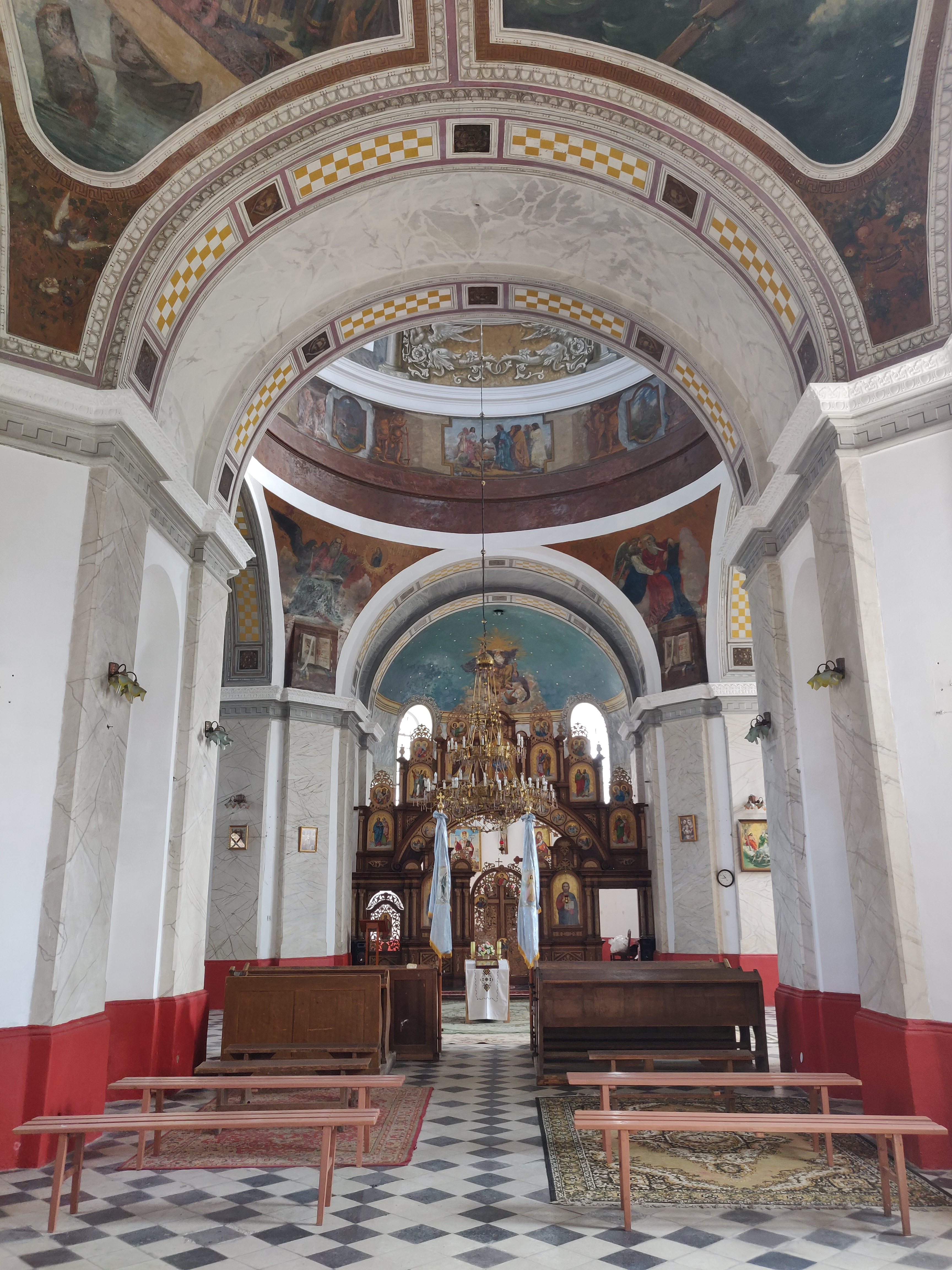
Wnętrze